# Sỏi mật

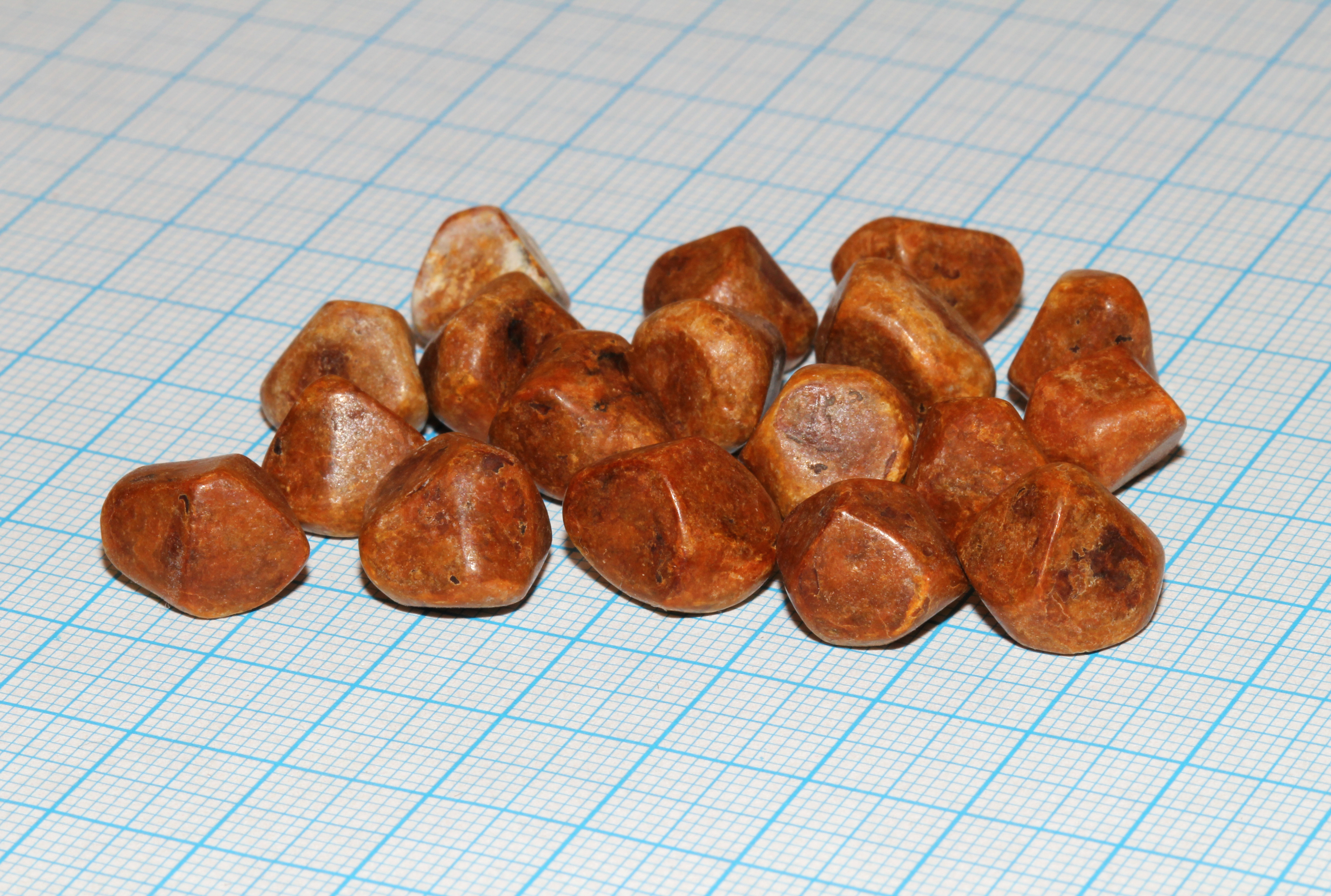
Sỏi mật

Sỏi mật là một bệnh về đường tiêu hoá, do sự xuất hiện sỏi cholesterol và/hoặc sỏi sắc tố mật.
- Sỏi cholesterol do cholesterol kết tinh trong dịch mật, khi nồng độ cholesterol trong mật cao, nồng độ muối mật thấp, có sự ứ đọng dịch mật và một số nguyên nhân khác. Nguyên nhân: do tuổi tác, ăn nhiều thức ăn có hàm lượng cholesterol cao, nhiều chất béo động vật, do sinh đẻ nhiều (phụ nữ), biến chứng từ một số bệnh tiêu hoá như bệnh Crohn, cắt đoạn hồi tràng, do dùng nhiều một số dược phẩm clofibrate, estrogen... Sỏi cholesterol thường đơn độc, không cản tia X và có màu nhạt.
- Sỏi sắc tố mật chủ yếu là calci bilirubinate, có màu sậm, thường hình thành đám sỏi, cản tia X nhiều, hình thành khi bilirubine tăng, không liên hợp hoặc nhiễm vi trùng, nhiễm ký sinh trùng đường mật. Nguyên nhân: tuổi tác, ăn thiếu chất béo và protein, ứ đọng dịch mật, mật nhiễm trùng hoặc nhiễm ký sinh trùng, xơ gan, bệnh tán huyết, thiếu máu Địa Trung Hải, thiếu máu hồng cầu liềm.

## Phương pháp điều trị

### Chế độ ăn
Người bị sỏi mật nên hạn chế ăn mỡ vì chất này ảnh hưởng đến chức năng gan, mật và dạ dày. Khi ăn nhiều mỡ, mật xuống ruột không đều, kích thích túi mật co bóp quá mạnh, một phần mật tham gia cùng cholesterol tạo sỏi.
Bệnh sỏi mật gặp nhiều ở nữ hơn nam và có xu hướng tăng dần theo tuổi. Nguyên nhân gây ra sỏi mật là bệnh viêm túi mật mãn tính, ứ đọng mật và nhiễm trùng túi mật. Hiện tượng táo bón cũng tạo ra cơ hội cho vi trùng đường ruột phát triển, dẫn đến viêm tá tràng, túi mật và ống mật, do đó nó làm cho mật dễ lắng xuống thành sỏi. Sỏi mật có hai loại:
Sỏi sắc tố mật: Loại này ít gặp.
Sỏi cholesterol: Thường đi đôi với tình trạng cholesterol cao trong máu. Cholesterol dễ gây sỏi nếu nó có các chất béo khác kèm theo, thường gắn liền với tình trạng béo phì. Theo nghiên cứu của Đại học Kentucky (Mỹ), béo phì là một yếu tố nguy cơ quan trọng gây bệnh sỏi túi mật. Theo dõi trong 15 năm cho thấy, 3.200 trong tổng số 42.000 phụ nữ béo phải mổ sỏi mật. Người có vòng eo hơn 91,5 cm nguy cơ mổ lấy sỏi mật cao gấp đôi người có vòng eo dưới 66 cm.
Ở Việt Nam, theo nghiên cứu của Bệnh viện Việt Đức, gần 42% bệnh nhân sỏi mật có béo phì.
Bị sỏi mật thì ăn uống thế nào?
- Giảm mỡ: Cần hạn chế các thực phẩm cholesterol như phủ tạng động vật, trứng...
- Tăng đạm để tăng tạo tế bào gan đã bị tổn thương, chống thoái hóa mỡ tế bào gan.
- Giàu đường bột: Thức ăn này dễ tiêu, lại không ảnh hưởng đến mật. Nhiều chất xơ lại giúp tiêu hóa tốt tránh táo bón.
- Giàu vitamin C và nhóm B (để tăng chuyển hóa chất mỡ và đường bột). Dùng rau và hoa quả tươi rất tốt.
- Tỷ lệ giữa các chất dinh dưỡng đạm, mỡ, đường ở người trưởng thành bình thường là 1/0,75/5 còn ở người bị sỏi mật nên là 1/0,5/5.
- Thức ăn không nên dùng: Trà, cà phê, cacao, chocolate; thịt cá nhiều mỡ, dầu cọ, dầu dừa, phủ tạng động vật. Hạn chế ăn lòng đỏ trứng.
- Thức ăn nên dùng: Nước quả, hoa quả tươi các loại, rau tươi, bánh kẹo ít trứng bơ, các loại thịt cá nạc như nạc thăn lợn, thịt bò, cá quả, cá chép, các loại đậu đỗ như đậu tương, đậu xanh, đậu đen. Ngoài ra có một số thức ăn lợi mật như nghệ, lá chanh, có thể dùng được.
- Để kích thích túi mật co bóp nhẹ nhàng, có thể dùng một ít chất béo dễ tiêu như bơ rồi đến dầu thảo mộc sống, mỡ gà vịt.